# Vega (Texas)
Vega é uma cidade localizada no estado norte-americano de Texas, no Condado de Oldham.

## Demografia
Segundo o censo norte-americano de 2000, a sua população era de 936 habitantes.
Em 2006, foi estimada uma população de 906, um decréscimo de 30 (-3.2%).

## Geografia
De acordo com o United States Census Bureau tem uma área de
2,8 km², dos quais 2,8 km² cobertos por terra e 0,0 km² cobertos por água.

## Localidades na vizinhança
O diagrama seguinte representa as localidades num raio de 52 km ao redor de Vega.